# 킴스아트필드 미술관
킴스아트필드 미술관(KIM's Art Field)은 2006년 4월 1일 개관하였다.
비영리 사립미술관(부산광역시 등록미술관 제3호)으로 등록되었고, 지금까지 크고 작은 전시들과 다양한 문화예술프로그램을 진행해 왔다. KIM's Art Field의 'Kim'은 한국에서 가장 많은 성씨이며 중국의 왕씨처럼, 전세계인들에게 가장 익숙한 한국의 성씨로써 일반인 '모두'를 의미한다.

## 조직
(2024. 05 기준)
- 관장
- 운영위원회
- 학예연구실

```
- 전시기획
- 교육기획
- 수집연구
```

- 행정지원

```
- 사업지원
```

## 설립 목적
본 미술관은 2006년 설립 이후 박물관및미술관법에 의한 비영리 사립미술관(부산광역시 등록미술관 제4호)으로서, 지역의 작가들을 중심으로 한 흥미로운 주제의 기획전 개최 및 전시연계교육을 통해 현대미술에 대한 인식과 이해를 증진하며, 현대미술이 난해하다는 일반적인 고정관념을 없애고 누구나 문화향유의 기회를 누릴 수 있는 열린 문화교육공간을 지향하고, 지역사회 문화예술 발전에 기여하고자 노력하고 있습니다.

## 위치
- 킴스아트필드미술관 1관(금정산성)

```
- 주 소: 부산시 금정구 죽전1길 29(금성동)
- 교 통: 부산역에서 오실 경우/ 지하철1호선 온천장역. SK허브스카이 하차 후 203번 좌석버스 환승, 죽전마을 하차, 도보 5분 소요 (버스 종점 주차장 위쪽 방향)
- 주 차: 미술관 아래 공터 주차 여러대 가능
- 운 영: 현재(2024년 5월 기준) 1관 리뉴얼 공사로 임시 휴관(2024 하반기 전시 예정)
```

- 킴스아트필드미술관 2관(기장관)

```
- 주 소: 부산시 
기장군
 
기장읍
 동암 해안길 53
- 교 통: 부산 동해선 오시리아역 하차 후 1001번 급행버스 '동암후문' 하차 후 동암항 바다 쪽으로 도보 5분 소요 (아난티코브 산책로 근방)
- 주 차: 미술관 및 해안길 노상 주차 가능
- 건 물: 배리어프리(barrier free) 공간/ 2층 전시공간 엘리베이터 이용 가능
- 운 영: 일,월 휴관 (문의: 051-517-6800)
- 전 시: KAF 2관(기장관) <김정명 뜻밖의 맘>전시 진행 중 / 4월19일-6월22일까지 /10:00-18:00
```